# GP Costa Azul 2006
De GP Costa Azul 2006 (Portugees: Grand Prix Internacional Costa Azul 2006) werd gehouden van donderdag 9 tot en met zondag 12 februari in Portugal. Robbie McEwen werd de eindwinnaar, voor Bernhard Eisel en Giosuè Bonomi. In totaal gingen 133 renners van start in deze zesde en laatste editie. De ronde telde vier uitvallers.

## Etappe-overzicht
| etappe | datum       | start          | finish            | afstand  | winnaar            | klassementsleider |
| ------ | ----------- | -------------- | ----------------- | -------- | ------------------ | ----------------- |
| 1e     | 9 februari  | Setúbal        | Palmela           | 158.3 km | Robbie McEwen      | Robbie McEwen     |
| 2e     | 10 februari | Alcochete      | Montijo           | 189.4 km | Enrico Degano      | Robbie McEwen     |
| 3e     | 11 februari | Alcacer do Sal | Grandola          | 192 km   | Sébastien Chavanel | Robbie McEwen     |
| 4e     | 12 februari | Sines          | Santiago do Cacém | 172.5 km | Enrico Degano      | Robbie McEwen     |

## Etappe-uitslagen

### 1e etappe
| Setúbal – Palmela (158.3 km) |                 |                       |          |
| Plaats                       | Naam            | Ploeg                 | tijd     |
| Winnaar                      | Robbie McEwen   | Davitamon-Lotto       | 4u01'54" |
| 2                            | Bernhard Eisel  | Française des Jeux    | +00' 01" |
| 3                            | Manuel Cardoso  | Carvalhelhos-Boavista | z.t.     |
|                              |                 |                       |          |
| 5                            | Huub Duyn       | Rabobank              | z.t.     |
| 25                           | Björn Leukemans | Davitamon-Lotto       | +00' 06" |

### 2e etappe
| Alcochete – Montijo (189.4 km) |                 |                 |          |
| Plaats                         | Naam            | Ploeg           | tijd     |
| Winnaar                        | Enrico Degano   | Barloworld      | 4u32'47" |
| 2                              | Robbie McEwen   | Davitamon-Lotto | z.t.     |
| 3                              | Giosuè Bonomi   | Barloworld      | z.t.     |
|                                |                 |                 |          |
| 13                             | Tom Veelers     | Rabobank        | z.t.     |
| 26                             | Björn Leukemans | Davitamon-Lotto | z.t.     |

### 3e etappe
| Alcacer do Sal – Grandola (192 km) |                    |                  |          |
| Plaats                             | Naam               | Ploeg            | tijd     |
| Winnaar                            | Sébastien Chavanel | Bouygues Télécom | 4u30'24" |
| 2                                  | Robbie McEwen      | Davitamon-Lotto  | +00' 06" |
| 3                                  | Enrico Degano      | Barloworld       | z.t.     |
|                                    |                    |                  |          |
| 20                                 | Martijn Maaskant   | Rabobank         | z.t.     |
| 27                                 | Gert Steegmans     | Davitamon-Lotto  | z.t.     |

### 4e etappe
| Sines – Santiago do Cacém (172.5 km) |                |                    |          |
| Plaats                               | Naam           | Ploeg              | tijd     |
| Winnaar                              | Enrico Degano  | Barloworld         | 4u05'46" |
| 2                                    | Bernhard Eisel | Française des Jeux | z.t.     |
| 3                                    | Robbie McEwen  | Davitamon-Lotto    | z.t.     |
|                                      |                |                    |          |
| 10                                   | Tom Veelers    | Rabobank           | z.t.     |
| 62                                   | Gert Steegmans | Davitamon-Lotto    | z.t.     |

## Eindklassementen
| Plaats    | Naam           | Ploeg                   | Tijd      |
| --------- | -------------- | ----------------------- | --------- |
| Gele trui | Robbie McEwen  | Davitamon-Lotto         | 17u10'22" |
| 2         | Bernhard Eisel | Française des Jeux      | + 00' 12" |
| 3         | Giosuè Bonomi  | Barloworld              | + 00' 23" |
| 4         | Pedro Lopes    | LA Aluminios-Liberty S. | + 00' 24" |
| 5         | Manuel Cardoso | Carvalhelhos-Boavista   | + 00' 26" |
| 6         | Pedro Soeiro   | Riberalves-Alcobaça     | + 00' 28" |
| 7         | Rony Martias   | Bouygues Télécom        | z.t.      |
| 8         | Tom Veelers    | Rabobank                | z.t.      |
| 9         | Bruno Neves    | Madeinox-Brica-Canel    | + 00' 29" |
| 10        | Pedro Cardoso  | Maia Milaneza           | + 00' 30" |
|           |                |                         |           |
| 43        | Gert Steegmans | Davitamon-Lotto         | + 00' 44" |

| Plaats      | Naam           | Ploeg              | Punten |
| ----------- | -------------- | ------------------ | ------ |
| Groene trui | Robbie McEwen  | Davitamon-Lotto    | 84     |
| 2           | Bernhard Eisel | Française des Jeux | 67     |
| 3           | Enrico Degano  | Barloworld         | 66     |

| Plaats    | Naam            | Ploeg         | Punten |
| --------- | --------------- | ------------- | ------ |
| Rode trui | Danail Petrov   | Maia Milaneza | 7      |
| 2         | Nelson Vitorino | Duja-Tavira   | 4      |
| 3         | Pedro Cardoso   | Maia Milaneza | 4      |

| Plaats     | Naam           | Ploeg                 | Tijd      |
| ---------- | -------------- | --------------------- | --------- |
| Witte trui | Manuel Cardoso | Carvalhelhos-Boavista | 17u10'48" |
| 2          | Tom Veelers    | Rabobank              | +00' 02"  |
| 3          | Huub Duyn      | Rabobank              | +00' 04"  |

| Plaats | Ploeg                        | Tijd      |
| ------ | ---------------------------- | --------- |
|        | Rabobank                     | 51u32'41" |
| 2      | Bouygues Télécom             | +00' 05"  |
| 3      | LA Aluminios-Liberty Seguros | +00' 12"  |

2001 · 
2002 · 
2003 · 
2004 · 
2005 · 
2006